# Castell de Corbera d'Ebre
El Castell de Corbera d'Ebre és un castell del municipi de Corbera d'Ebre (Terra Alta) declarat bé cultural d'interès nacional.

## Descripció
Hi ha restes notables de murs, prop l'església, a l'indret on hi hagué l'antic castell de Corbera. Al costat de l'església es conserva un mur que podia ser del castell -amb carreu mitjà ben aparellat, possiblement del segle xii- que contenia una galeria porticada (que havia estat massissada), amb símbols templers. El mur fou parcialment enderrocat i la galeria traslladada a la Casa de la Vila. Actualment, degudament restaurada, es pot admirar a l'interior de l'església vella.

## Història
Documentat des del 1153 en la carta de donació del castell de Miravet als templers, el 1792 pertanyia encara als Hospitalers, però ja estava enrunat.